# جويل روبنز
جويل روبنز (بالإنجليزية: Joel Robbins)‏ هو عالم إنسان أمريكي، ولد في 1961.